# Najjār Kolā
Najjār Kolā (persiska: نَجّار كُلای جَديد, Najjār Kolā-ye Jadīd, نجار كلا) är en ort i Iran.   Den ligger i provinsen Mazandaran, i den norra delen av landet, 160 km nordost om huvudstaden Teheran. Antalet invånare är 336.
Terrängen runt Najjār Kolā är mycket platt. Runt Najjār Kolā är det tätbefolkat, med 790 invånare per kvadratkilometer. Närmaste större samhälle är Babol, 12,5 km väster om Najjār Kolā. Trakten runt Najjār Kolā består till största delen av jordbruksmark.